# Farbprägung
Farbprägung bezeichnet in der Buchherstellung oder allgemein in der Papier- bzw. Kartonverarbeitung das Einprägen von farbigen Mustern, Motiven oder Schrift.

## Mittels Folien
Zwischen Prägestempel und Material wird eine dünne mit einer Farbschicht versehene Folie (Prägefolie) eingebracht. Die Farbe wird durch die Einwirkung von Wärme und Druck des Prägestempels auf das zu prägende Material übertragen. Typische Anwendungen von Farbprägungen sind die Gestaltung von Autorennamen, Verlagsnamen oder Buchtitel auf dem Buchrücken oder dem Vorderdeckel des Buches, sowie die Gestaltung von Schriftzügen auf hochwertigen Verpackungen.
Der Prägestempel besteht dabei aus Metall (meist Magnesium oder Messinglegierungen), um die notwendigen Kräfte beim Prägen übertragen zu können.
Unter dem zu prägenden Material befindet sich eine Gegendruckform (Patrize), die entweder flach ist (dann findet nur eine Übertragung der Farbe statt) oder ein Negativ des Prägestempels darstellt (dann wird zusätzlich das Motiv als Relief in das Material eingeprägt).
Friedensreich Hundertwasser und andere Künstler verwenden diese Technik, um ihre Siebdrucke und Radierungen mit Metallfolien-Flächen zu versehen.

## Geschichte
Farbige Prägungen waren ein verbreitetes Verfahren für Verzierungen industriell gefertigter Verlagseinbände im 19. Jahrhundert – häufig in Verbindung mit Blind- und Goldprägung – auf Gewebe vorwiegend auf Kaliko. Damals wurde zunächst in einem ersten Arbeitsschritt eine Blindprägung angefertigt, um in weiteren Arbeitsgängen jede Farbe einzeln drucktechnisch in die blindgeprägten Vertiefungen aufzutragen.